# زاندر برکلی
الکساندر هارپر «زاندر» برکلی (به انگلیسی: Alexander Harper "Xander" Berkeley) (زاده ۱۶ دسامبر ۱۹۵۵) بازیگر آمریکایی است.

## زندگی شخصی
زاندر در طول فیلم‌برداری سریال ۲۴ با سارا کلارک آشنا شد و با او ازدواج کرد.نتیجه‌ی این زندگی مشترک دو دختر است که یکی در سال ۲۰۰۳ و دیگری در سال ۲۰۱۰ زاده شده‌است.

## فیلم شناسی
سریال ۲۴ شاید مشهورترین کار هنری برکلی باشد اما او در سریال نیکیتا هم یکی از نقش‌های اصلی را بر عهده دارد. او همچنین در فیلم ایر فورس وان بازی کرده‌است و در مجموعه منتالیست در نقش رد جان خوش درخشید .
همچنین از دیگر فیلم‌های معروف او می‌توان به بازی در فیلم در جستجوی عدالت، ترک لاس وگاس، سرافیم فالز، امور داخلی، اگر این دیوارها می‌توانستند صحبت کنند، حمله زن ۵۰ فوتی، بی‌حرکت ایستادن، پیچک سمی ۲: لیلی، زنان در دردسر، داوطلبان، شن‌های روان، تیپهدس، دختر وارد یک بار می‌شود، برچسب: بازی ترور، در دستان دشمن، مامان جون و همچنین سریال مردگان متحرک (مجموعه تلویزیونی) اشاره کرد.

## در سریال ۲۴

تصویر زاندر برکلی (جورج میسون)

جرج میسون نام یکی از کاراکترهای سریال ۲۴ است که در فصل‌های ۱ و ۲ این سریال حضور دارد و نقش او را زاندر برکلی بازی می‌کند.

### فصل اول
در این فصل میسون ابتدا برای پیدا کردن سرنخی پرونده‌هایی را در اختیار جک باور می‌گذارد، منبع این اطلاعات نامشخص است و جک این منبع را می‌خواهد ولی جک پافشاری می‌کند و جورج را تهدید می‌کند که اگر منبع را به او نگوید برخی پول‌شویی‌هایش را لو می‌دهد و جرج مجبور به نام بردن منبع می‌شود، در پایان این فصل جورج میسون به مدیریت سی‌تی‌یو می‌رسد.

### فصل دوم
در این سیزن جورج میسون به مدیریت سی‌تی‌یو رسیده است و در جریان عملیاتی برای شناسایی بمب اتمی در شهر آلوده به مواد رادیو اکتیو می‌شود، او که آگاه است زندگی‌اش رو به پایان است فرزندش را فرا می‌خواند و به او می‌گوید و با او خداحافظی می‌کند، در پایان فصل او برای بیرون بردن هواپیمای حامی بمب اتمی می‌رود و جانش را برای حفاظت از مردم آمریکایی فدا می‌کند.